# Смерч 2
«Смерч 2» (англ. Twisters; другое название  «Смерчи») — американский фильм-катастрофа режиссёра Ли Айзека Чуна. Сиквел фильма «Смерч» 1996 года. Премьерный показ состоялся 8 июля 2024 года.

## Сюжет
Кейт Картер изучает метеорологию в Нью-Йорке. Она встречается с Хави спустя пять лет после инцидента, случившегося с ее группой, в которой погибли все, кроме Кейт и Хави. Хави хочет проверить новую систему предсказания ураганов в полевых тестах в Оклахоме с помощью новых военных радаров. На месте они знакомятся с другим персонажем, которого также интересует предсказание погоды, но по другой причине. Тайлер Оунс, называющий себя «объездчиком торнадо» — звезда YouTube, который охотится на ураганы и ведёт стримы непосредственно из центра опасного природного явления. На него работает целая команда и есть специально подготовленный автомобиль. Герои объединяют свои интересы в охоте за очередным мощным смерчем.

## В ролях
- Дейзи Эдгар-Джонс — Кейт Картер, метеоролог и бывший «охотник за торнадо»
- Глен Пауэлл — Тайлер Оуэнс, знаменитый «охотник за торнадо» и звезда YouTube
- Энтони Рамос — Хави, друг Кейт
- Брэндон Переа — Бун, видеооператор и член команды Тайлера
- Саша Лейн — Лилли, оператор дронов и член команды Тайлера
- Мора Тирни — Кэти Картер, мать Кейт
- Гарри Хадден-Патон — Бен, журналист из Лондона
- Дэвид Коренсвет — Скотт, бизнес партнер Хави
- Кэти О’Брайан — Дэни, механик и член команды Тайлера
- Дэрил Маккормак — Джеб, бойфренд Кейт и член её бывшей команды по преследованию торнадо
- Кирнан Шипка — Эдди, подруга Кейт и член её бывшей команды по преследованию торнадо
- Ник Додани — Правин, друг Кейт и член её бывшей команды по преследованию торнадо

## Создание

### История создания
1. В июне 2020 года было объявлено, что ремейк фильма Яна де Бонта находится в разработке у международного дистрибьютора оригинального фильма Universal Pictures. Среди претендентов на место режиссёра назывался Джозеф Косински; Фрэнк Маршалл и Сара Скотт должны были стать продюсерами проекта.
2. В июне 2021 года Хелен Хант выразила заинтересованность в разработке продолжения оригинального фильма[5]. Студия отклонила планы Хант по написанию и постановке сценария из-за того, что её персонаж, по идее актрисы, будет убит в новом фильме[6].
3. В октябре 2022 года Universal Pictures объявила о создании сиквела «Смерча», а курировать проект будет Стивен Спилберг[7]. 15 декабря был назначен режиссёр фильма — Ли Айзек Чун, снявший «Минари»[8]. Как сообщается, он вёл переговоры лично с Маршаллом. Новый возможный вариант названия — «Смерчи», что подразумевает увеличение числа торнадо в кадре. Проект будет совместным продуктом Universal, Amblin Entertainment и Warner Bros. Pictures.

### Производство
В марте 2023 года Дэйзи Эдгар-Джонс получила главную роль в фильме. Глен Пауэлл и Энтони Рамос вошли в актёрский состав в следующем месяце. В мае 2023 года в состав вошли Брэндон Переа, Дэрил Маккормак, Мора Тирни, Саша Лэйн, Кирнан Шипка и Дэвид Коренсвет.